# 福亚什
福亚什，是匈牙利豪伊杜-比豪尔州所辖的一个村。总面积53.92平方公里，总人口345，人口密度6.4人/平方公里（2011年1月1日）。